# Halichondria prostrata
Halichondria prostrata är en svampdjursart som beskrevs av Thiele 1905. Halichondria prostrata ingår i släktet Halichondria och familjen Halichondriidae. Inga underarter finns listade i Catalogue of Life.